# Црква Св. пророка Илије на Ћелташу
Црква Св. пророка Илије на Ћелташу код села Барје Чифлик, православни је храм који припада Епархији нишкој Српске православне цркве.
Црква посвећена Светом пророку Илији се налази на платоу изнад другог врела на Ћелташу које се зове Бездан. Сваке године се уочи 2. августа овде окупљају мештани Барје Чифлика и њихови гости у част Светог пророка Илије и Илиндана.